# Nicécio de Tréveris
Nicécio de Tréveris (em latim: Nicetius Trevirensis; em francês:  Nizier) foi um bispo de Tréveris nascido no final do século V em data desconhecida. Morreu em 563 ou, com maior probabilidade, 566. É considerado santo pela Igreja Católica e festejado no dia 1 de outubro.
São Nicécio foi o mais importante bispo da antiga Diocese de Tréveris, numa era em que, depois da confusão das invasões bárbaras, a supremacia dos francos começou a se fazer sentir na região da antiga Gália romana. Se conhece uma boa quantidade de detalhes da vida de Nicécio a partir de variadas fontes, de cartas escritas por ele ou para ele, dois poemas escritos por Venâncio Fortunato e, acima de tudo, pelas afirmações de seu pupilo, Arédio, que foi depois abade de Limoges, preservadas por Gregório de Tours .

## Vida e obras
Nicécio nasceu de uma família galo-romana e sua cidade natal era aparentemente a região de Auvérnia. O Nicécio mencionado por Sidônio Apolinário pode ser um parente. Desde muito cedo, dedicou-se à vida religiosa e entrou para o mosteiro, onde se desenvolveu tão rapidamente na virtude cristã e nos estudos sagrados que logo tornou-se abade. Foi nesta época que o rei Teodorico I (r. 511-534) passou a conhecê-lo e admirá-lo; Nicécio frequentemente o admoestava por causa de suas ações sem que, porém, caísse em desgraça com o rei. Depois da morte do bispo Aprúnculo de Tréveris, uma embaixada do clero e dos cidadãos da cidade foi à corte real para eleger um novo bispo. Eles desejavam São Galo (Gallus), mas o rei não consentiu. A multidão selecionou então o abade Nicécio e ele foi logo confirmado por Teodorico. Por volta de 527, Nicécio partiu para iniciar seu mandato como bispo de Tréveris acompanhado por uma escolta enviada pelo rei. Já durante a viagem, fez conhecer sua firmeza na administração de seu cargo.
Tréveris havia sofrido terrivelmente durante a confusão das invasões bárbaras. Um dos primeiros cuidados do novo bispo foi reconstruir a catedral, uma obra que foi mencionada pelo poeta Venâncio Fortunato. Pesquisas arqueológicas demonstraram, na Catedral de Tréveris, a presença de mestres-de-obra francos e estes podem ser os utilizados por Nicécio. Um castelo (forte romano) com uma capela construído por ele às margens do Mosele também foi mencionado pelo poeta. O santo bispo em seguida se dedicou com grande zelo às atividades pastorais. Pregava diariamente, lutou contra diversos males que ameaçavam a vida tanto das classes mais altas quanto do povo e, ao fazê-lo, não poupou o rei e seus cortesãos. Ignorando ameaças, cumpriu rigorosamente suas funções. Por causa de suas ações, Nicécio excomungou o rei Clotário I (r. 511-561) que, por algum tempo, foi o único rei dos domínios francos; em troca, o rei exilou o teimoso Nicécio (560). Porém, Quando o rei morreu no ano seguinte, seu filho e sucessor Sigeberto I, o monarca da Austrásia (r. 561-575), permitiu que Nicécio voltasse para casa. Ele então participou de diversos sínodos de bispos francos: o Concílio de Clermont (535), de Orleães (549), o segundo de Clermont (549), o sínodo de Toul (550), que presidiu, e o Concílio de Paris (555).
Nicécio se correspondeu com diversos dignitários eclesiásticos de alto posto em terras ditantes. Cartas ainda existem escritas para ele pelo abade Floriano de Romain-Moûtier (moderno Cantão de Vaud, na Suíça), pelo bispo Rufo de Octoduro (moderna Martigny, no Cantão de Valais) e pelo arcebispo Mapínio de Reims.
Os interesses gerais da igreja não escaparam de sua atenção. Nicécio escreveu uma carta urgente ao imperador Justiniano de Constantinopla sobre sua posição nas controvérsias do monofisismo. Outra que sobreviveu foi escrita para Clodosvinda, esposa do rei lombardo Alboíno, na qual exorta a princesa a fazer o que for possível para converter o marido.
Em sua vida pessoal, Nicécio era muito asceta e praticava a auto-mortificação. Além disso, jejuava frequentemente e, enquanto padres e outros clérigos que viviam com ele jantavam, costumava sair, disfarçado num capuz, rezar pelas igrejas da cidade. Nicécio fundou uma escola para treinar novos clérigos e o mais conhecido entre seus pupilos foi o futuro abade de Limoges, Arédio, que foi a fonte para Gregório de Tours escrever depois seu relato hagiográfico de Nicécio.
É duvidosa a atribuição a Nicécio da autoria dos tratados "De Vigiliis servorum Dei" e "De Psalmodiæ Bono".

## Devoção
Nicécio foi enterrado na Igreja de São Maximino em Tréveris. Sua festa é celebrada na cidade em 1 de outubro e, no Martirológio Romano, seu nome está lançado no di 5 de dezembro. 

## Atribuição
- "Nicetius" na edição de 1913 da Enciclopédia Católica (em inglês).  Em domínio público.